# Viktjärnen, Härjedalen
Viktjärnen är en sjö i Härjedalens kommun i Härjedalen och ingår i Ljusnans huvudavrinningsområde. Sjön har en area på 0,0716 kvadratkilometer och ligger 862,4 meter över havet.

## Delavrinningsområde
Viktjärnen ingår i det delavrinningsområde (687398-137216) som SMHI kallar för Ovan Faxbrynnen. Medelhöjden är 820 meter över havet och ytan är 34,16 kvadratkilometer. Det finns inga avrinningsområden uppströms utan avrinningsområdet är högsta punkten. Lill-Härjån som avvattnar avrinningsområdet har biflödesordning 3, vilket innebär att vattnet flödar genom totalt 3 vattendrag innan det når havet efter 334 kilometer. Avrinningsområdet består mestadels av skog (19 procent), sankmarker (31 procent) och kalfjäll (50 procent). Avrinningsområdet har 0,07 kvadratkilometer vattenytor vilket ger det en sjöprocent på 0,2 procent.